# Bilan saison par saison du Champagne Basket féminin
Cette page présente le bilan par saison du Champagne Basket (féminin), club de basket-ball féminin français de Reims.

## Effectif 2014-2015
- Entraineur : Aurélie Lopez
- Assistant : Mickaël Sommesous

| Numéro | Nom                      | Née le            | Taille | Nationalité | Poste |
| ------ | ------------------------ | ----------------- | ------ | ----------- | ----- |
| 4      | Désirée Bakabadio        | 19 janvier 1996   | 1,80 m | France      | 2     |
| 5      | Marième Badiane          | 24 novembre 1994  | 1,88 m | France      | 4-5   |
| 7      | Lindsay Gonzalez         | 12 avril 1992     | 1,79 m | France      | 1     |
| 8      | Anaïs Jomby              | 29 septembre 1986 | 1,68 m | France      | 2     |
| 10     | Simona Podesova          | 15 octobre 1983   | 1,86 m | Slovaquie   | 4-5   |
| 11     | Pauline Lithard          | 11 février 1994   | 1,64 m | France      | 1     |
| 12     | Sarah Ousfar             | 28 juillet 1993   | 1,83 m | France      | 3-4   |
| 13     | Maud Lesoudard           | 13 août 1988      | 1,84 m | France      | 3-4   |
| 14     | Swane Messan Gnali Gomez | 21 juin 1995      | X,XX m | France      | XX    |
| 15     | Lakévia Boykin           | 27 août 1991      | X,XX m | France      | XX    |

## Saison 2013-2014
Effectif 2013/2014 du Reims Basket féminin
- Entraineur : Guillaume Rassineux
- Assistants : Mickaël Sommesous et John Patino

| Numéro | Nom               | Née le            | Taille | Nationalité | Poste |
| ------ | ----------------- | ----------------- | ------ | ----------- | ----- |
| 4      | Emmanuelle Gorjeu | 3 mars 1989       | 1,71 m | France      | 1-2   |
| 5      | Élodie Pélissou   | 5 juillet 1993    | 1,74 m | France      | 2-3   |
| 6      | Jessica Poret     | 29 mai 1994       | 1,70 m | France      | 1-2   |
| 7      | Heta Korpivaara   | 8 août 1984       | 1,85 m | Finlande    | 3-4   |
| 8      | Anaïs Jomby       | 29 septembre 1986 | 1,68 m | France      | 2     |
| 9      | Anita Mészáros    | 6 novembre 1988   | 1,88 m | Roumanie    | 4-5   |
| 10     | Marine Cotereau   | 26 juin 1996      | 1,69 m | France      | 1     |
| 11     | Pauline Lithard   | 11 février 1994   | 1,64 m | France      | 1     |
| 13     | Maud Lesoudard    | 13 août 1988      | 1,84 m | France      | 3-4   |
| 15     | Marième Badiane   | 24 novembre 1994  | 1,89 m | France      | 4-5   |

## Saison 2012-2013
| Numéro | Nom               | Née le            | Taille | Nationalité                             | Poste |
| ------ | ----------------- | ----------------- | ------ | --------------------------------------- | ----- |
| 4      | Emmanuelle Gorjeu | 3 mars 1989       | 1,71 m | France                                  | 1-2   |
| 5      | Élodie Pélissou   | 5 juillet 1993    | 1,74 m | France                                  | 2-3   |
| 6      | Marine Cotereau   | 26 juin 1996      | 1,69 m | France                                  | 1     |
| 7      | Fatim Traoré      | 14 janvier 1993   | 1,74 m | France                                  | 1-2   |
| 8      | Anaïs Jomby       | 29 septembre 1986 | 1,68 m | France                                  | 2     |
| 9      | Anita Mészáros    | 6 novembre 1988   | 1,88 m | Roumanie                                | 5     |
| 10     | Fatim Traoré      | 14 janvier 1993   | 1,74 m | France                                  | 1     |
| 11     | Pauline Lithard   | 11 février 1994   | 1,64 m | France                                  | 1     |
| 12     | Mina Maksimović   | 1er mai 1983      | 1,89 m | Serbie                                  | 4-5   |
| 13     | Maud Lesoudard    | 13 août 1988      | 1,83 m | France                                  | 3-4   |
| 14     | Awa Niangane      | 4 avril 1994      | 1,79 m | République démocratique du Congo France | 3-4   |

## Saison 2011-2012
| Numéro | Née le            | Taille            | Nationalité | Poste                                   |     |
| ------ | ----------------- | ----------------- | ----------- | --------------------------------------- | --- |
| 4      | Jenny Fouasseau   | 9 janvier 1992    | 1,79 m      | France                                  | 2-3 |
| 5      | Marine Cotereau   | 26 juin 1996      | 1,69 m      | France                                  | 1   |
| 6      | Marième Niasse    | 3 mars 1994       | 1,82 m      | France                                  | 3-4 |
| 7      | Fatim Traoré      | 14 janvier 1993   | 1,74 m      | France                                  | 1   |
| 8      | Anaïs Jomby       | 29 septembre 1986 | 1,68 m      | France                                  | 1-2 |
| 9      | Jessica Poret     | 29 mai 1994       | 1,68 m      | France                                  | 1-2 |
| 10     | Carole Leclair    | 1989              | 1,85 m      | France                                  | 4-5 |
| 11     | Iva Grbas         | 1987              | 1,88 m      | Croatie                                 | 4-5 |
| 12     | Mélissa Micaletto | 12 janvier 1990   | 1,62 m      | France                                  | 1   |
| 13     | Astan Dabo        | 30 mai 1992       | 2,03 m      | Mali                                    | 5   |
| 14     | Awa Niangane      | 4 avril 1994      | 1,79 m      | République démocratique du Congo France | 3-4 |

## Saison 2010-2011
| Numéro | Nom                          | Née le     | Taille | Nationalité                      | Poste |
| ------ | ---------------------------- | ---------- | ------ | -------------------------------- | ----- |
| 4      | Jenny Fouasseau              | 09/01/1992 | 1,79 m | France                           | 2-3   |
| 5      | Zuzana Gudjaraïdze-Klimesova | 21/01/1979 | 1,89 m | République tchèque               | 4-5   |
| 6      | Marième Niasse               | 03/03/1994 | 1,82 m | France                           | 3-4   |
| 7      | Élodie Mendy                 | 28/11/1994 | 1,66 m | France                           | 1     |
| 8      | Caroline Misset              | 27/09/1993 | 1,73 m | France                           | 2-3   |
| 9      | Oulématou Sy                 | 19/02/1994 | 1,80 m | France                           | 3     |
| 10     | Floriane Herrscher           | 29/05/1984 | 1,87 m | France                           | 4-5   |
| 11     | Anaïs Jomby                  | 29/09/1986 | 1,68 m | France                           | 1-2   |
| 12     | Mélissa Micaletto            | 12/01/1990 | 1,62 m | France                           | 1     |
| 13     | Astan Dabo                   | 30/05/1992 | 2,03 m | Mali                             | 5     |
| 14     | Awa Niangane                 | 04/04/1994 | 1,79 m | République démocratique du Congo | 3-4   |
| 15     | Lorraine Lokoka              | 29/10/1989 | 1,83 m | France                           | 3-4   |